# Amo Jesús de Puelenje
El Amo Jesús Nazareno de Puelenje, es una escultura de tipo religioso de culto católico bajo la advocación del Amo Jesús. Se venera en Puelenje, corregimiento de la ciudad de Popayán, Colombia. La imagen recibe especial veneración de sus devotos quienes la consideran milagrosa convirtiéndose oficialmente en el santo patrón de la parroquia, el poblado y de todos los habitantes de esta región.
La imagen representa a Jesús de Nazaret que reina con los signos de su pasión para ejercer su misericordia sobre sus devotos. Razón por la cual se ha relacionado con el pasaje bíblico del evangelio de Juan (19:5) cuando Jesucristo es presentado por Poncio Pilatos al pueblo con las palabras "este es el hombre" traducidas al latín como Ecce Homo.
La escultura es una talla en madera de cedro policromada, correspondiente al estilo barroco, posiblemente del siglo XVIII. Su elaboración es relacionada con el círculo artístico del Padre Carlos y José Olmos (Pampite), reconocidos en la escuela quiteña por realizar obras de la misma advocación. 
La fecha de elaboración y llegada de esta imagen a Puelenje es desconocida. Por lo que se relaciona con el inicio del sistema de encomienda de los indígenas de Puelenje y las misiones evangelizadoras a cargo de los Dominicos desde finales siglo XVI hasta comienzos del XVIII. También se ha propuesto a los franciscanos como sus gestores pues tuvieron a cargo está doctrina durante la última mitad del siglo XVIII. 
La antigüedad de la imagen y de su misma festividad, han convertido las Fiestas patronales del Amo Jesús en Puelenje en una de las celebraciones religiosas y culturales más destacadas en la ciudad, por lo que se encuentran en proceso de ser reconocidas como Patrimonio Cultural Inmaterial del Municipio de Popayán. Festividad que se realiza de manera anual cada mes de agosto coincidiendo con la llegada de los vientos alisios y el tiempo seco de especial importancia para la comunidad campesina del sector, que durante todo este mes realizan actos litúrgicos como eucaristías y procesiones con distancias entre los 3 y 6 km, actividades de la cultura popular que involucran chirimías, gastronomía y fuegos artificiales que culminan con el cierre del rezo del quincenario.
Desde el año 2006 la escultura desfila en el paso de La Negación, el día miércoles Santo en las procesiones de la Semana Santa de Popayán que están inscritas por la Unesco en la Lista Representativa del Patrimonio Cultural Inmaterial de la Humanidad.
Con motivo de los 25 años de la Fundación Junta Amo Jesús de Puelenje (1999-2024), organización laica encargada de conservar la imagen y su festividad, la Asamblea departamental del Cauca, resolvió otorgar a esta cofradía y a la imagen del Amo Jesús la Orden de la Gran Asamblea del Departamento del Cauca. Mientras que El Gran consejo de Adjudicaciones de la Orden civil Cruz de Belalcázar le concedió a la Fundación la Cruz de Popayán como Payanés Distinguido mediante la Resolución 3385 de 2024 del 26 de diciembre del mismo año.

## Historia

### Origen de Puelenje
Algunos autores sostienen que, en 1536, Sebastián de Belalcázar en su expedición y campaña militar después de fundar la ciudad de Asunción de Popayán. Trae desde el Perú un numeroso grupo de indígenas de raza incaica los cuales fueron utilizados como apoyo para cargar armamento y víveres. Estos Yanaconas como eran conocidos, quedaron libres con la fundación de la ciudad estableciéndose alrededor de la misma conformando, una corona de pueblos de indios; Julumito, Santa Bárbara, Poblazón, Calibío, Yanaconas y Puelenje.
Esta hipótesis se puede verificar en el boletín de la Sociedad Geográfica de Lima del año 1896. Según dicha publicación Puelenje fue uno de los pueblos fundados por conquistadores españoles y habitado por indígenas traídos del norte del Perú con dialecto quichua. De esta forma San Juan de Puelenje, fue inicialmente un lugar de albergue de indígenas encomendados para convertirse más adelante en un Pueblo de Indios.
Sin embargo, documentos del Archivo histórico de la Universidad del Cauca, principalmente la escritura 626 de la Parcialidad Indígena de Puelenje. Evidencian que cuando llegó la expedición militar al valle de Pubenza, en el sitio donde hoy existe Puelenje se levantaba un reducto para la defensa de la ciudad del cacique Payán. Al ser sometidos los indígenas, Pedro de Velasco les respeta el derecho a vivir en el mismo sitio originando la fundación de Puelenje.
De esta forma, se puede entender porque en 1539 el entonces gobernador interino de Popayán, Lorenzo de Aldana asignó al Capitán Pedro de Velasco y Martínez de Revilla las encomiendas de los Coconucos que comprendía los pueblos de Coconuco, Cajibío, San Pedro del Cúbalo y San Juan de Puelenje.
Pese a que la encomienda no adjudicaba título de tierras de manera oficial, el 2 de enero de 1582, Pedro de Velasco (Hijo heredero) se convierte en titular de estas tierras por medio de un documento que le otorga el gobernador Sancho García del Espinar.

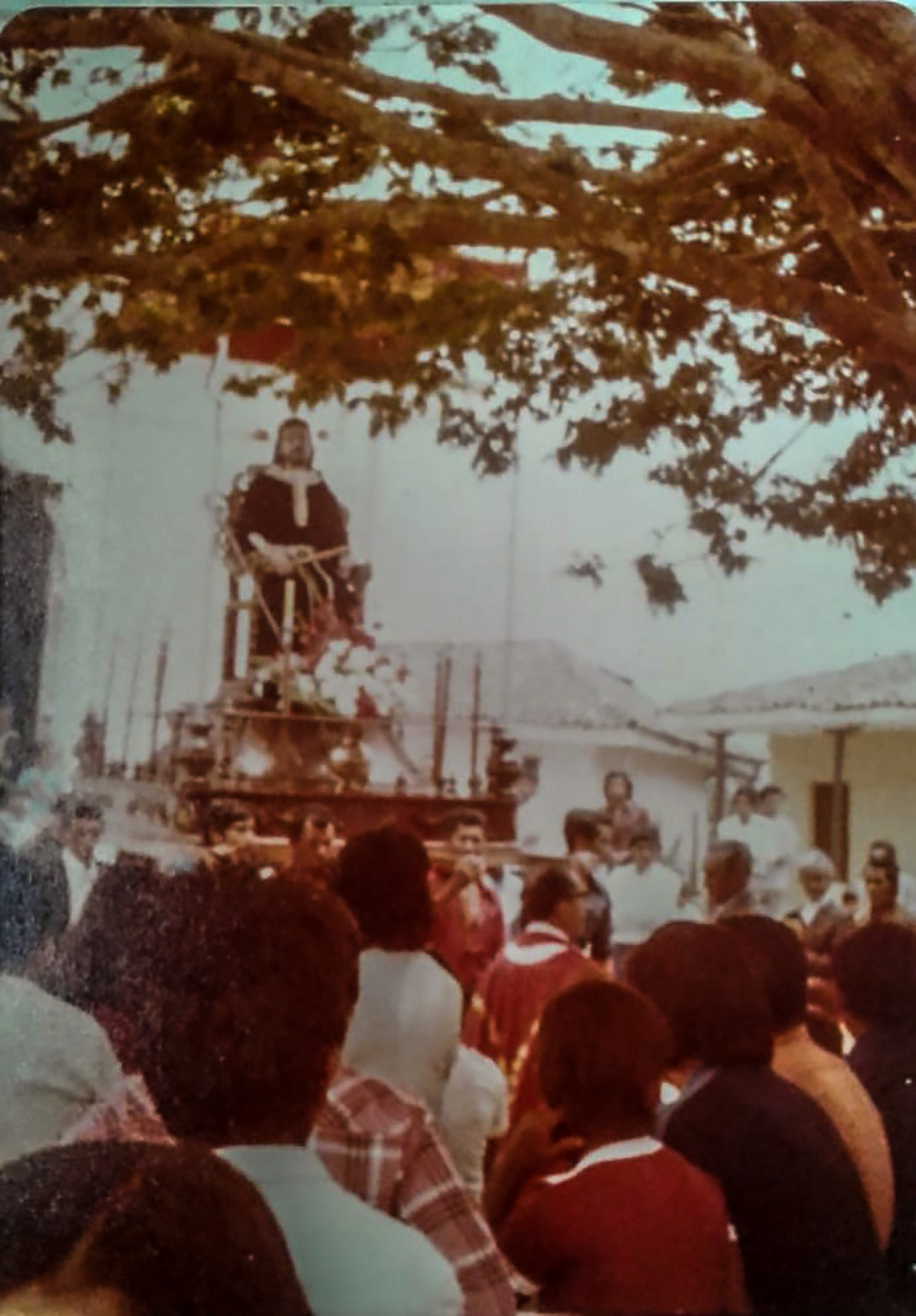
Festividad del Amo Jesús en Puelenje durante los años 1960s. Se puede apreciar los árboles y las casas coloniales del parque principal reformados luego del terremoto de 1983.

Con Real cédula fechada en Madrid (España) el 18 de marzo de 1670. El alférez Iñigo Lucas de Velasco y Zúñiga, entonces alcalde de Popayán y descendiente directo del capitán Velasco es nombrado como nuevo encomendero de Puelenje, debido a la muerte de su hermano Carlos Nicolas de Velasco. Por medio de esta real cédula también es separado el territorio de Puelenje de la encomienda de los Coconucos.
Al parecer después de varias repoblaciones motivadas por los españoles durante el siglo XVIII, llegaron indígenas de otras etnias que trajeron consigo el dialecto Quichua. Lo que podría sustentar el hecho de que en el siglo XIX los habitantes conservaran esta lengua.

### Primera capilla, evangelización a los indios y el origen de la imagen
Con la conformación del poblado se dio inicio a los procesos sociales y civiles acostumbrados en la época, especialmente el religioso. Este último de vital importancia para la corona española, teniendo en cuenta su cercana relación con la Iglesia Católica. Lo que significó el levantamiento de una capilla en paja y bahareque y la cruz atrial común en todos los pueblos de indios. 
En este sentido, se cree que dicha capilla fue levantada durante el siglo XVI y frecuentada inicialmente por los misioneros de la Orden de los Predicadores reconocidos por su labor en defensa del indígena y quienes llegaron a Popayán gracias a la gestión del primer Obispo Juan del Valle. Para este entonces la ciudad no contaría con la cantidad de clérigos suficientes para administrar otras parroquias por lo que las comunidades religiosas jugaron un papel importante en el proceso evangelizador.
Por otra parte, el encomendero de Puelenje capitán Pedro de Velasco (Hijo heredero), se destacaba como sindico de la cofradía de Santa Catalina y Santa Bárbara y en decisión testamentaria del año 1617 encargaba edificar en tapia la ya existente Ermita de Popayán que era centro de doctrina en la ciudad. Templo donde se conserva la imagen de Jesús Nazareno más antigua de la ciudad de Popayán y que guarda relación iconográfica con la imagen de Puelenje. Esto lleva a pensar que dicho capitán o sus descendientes apoyaron la adquisición del Amo Jesús para la capilla de Puelenje antes de perder esta encomienda a comienzos del siglo XVIII.
De otro lado, el historiador Diego Castrillón Arboleda, sostiene que durante el siglo XVI fue muy popular la devoción al Amo Jesús que habría sido difundida por el obispo Juan del Valle, convirtiéndose así en el patrón de la ciudad. Según esta versión habrían llegado distintas imágenes correspondiente a esta devoción que se distribuyeron por los pueblos de indios o cabeceras de doctrina más relevantes de ese momento, entre los que destacan:  Amo Jesús de Popayán (Ermita de Jesús Nazareno),  Amo Jesús de Yanaconas, Amo Jesús de Timbío, Amo Jesús de Puelenje y Amo Jesús de El Tambo. Sin embargo, esta hipótesis no cuenta con la documentación histórica que la sustente.
En cuanto a los procesos evangelizadores iniciados en Puelenje, existen documentos en el Archivo Histórico Eclesiástico de la Arquidiócesis de Popayán que datan de los años 1680 y 1690 que hacen referencia a: la primera capilla, los procesos iniciados años atrás para impartir la fe católica en este poblado, así como lo designación de misioneros dominicos y las distintas tareas que deberían ser llevadas a cabo para estos propósitos catequísticos. Lo que refleja que durante el siglo XVII ya existía una importante actividad religiosa en el lugar.

### Salida de los Dominicos y la disputa con otras comunidades religiosas
En el año 1719 y después de casi 150 años de presencia en Puelenje, el obispo de Popayán Juan Gómez de Navas y Frías les quita el curato de Puelenje a la orden de Predicadores con el propósito de recuperar las doctrinas para el clero diocesano, siendo su último evangelizador fray Matías Prado, quien a su vez ejercía como prior del Convento de San Sebastián Mártir de Popayán. Ante esta situación fray Matías manifestó:

"Este Curato se nos arrebató violentamente, de parte de Don Juan Gómez de Navas y Frías, además no conozco y no se quien haya adquirido estas tierras de Puelenje a su majestad"
Fr. Matías Prado

Lo que reflejaba disputas por este territorio de parte de las autoridades eclesiásticas de la época, además de querellas por la posesión de las tierras entre los herederos del capitán Velasco y los indios de Puelenje. A su vez existen documentos en el Archivo Central del Cauca que datan del siglo XVIII que indican la presencia en este curato de los franciscanos.

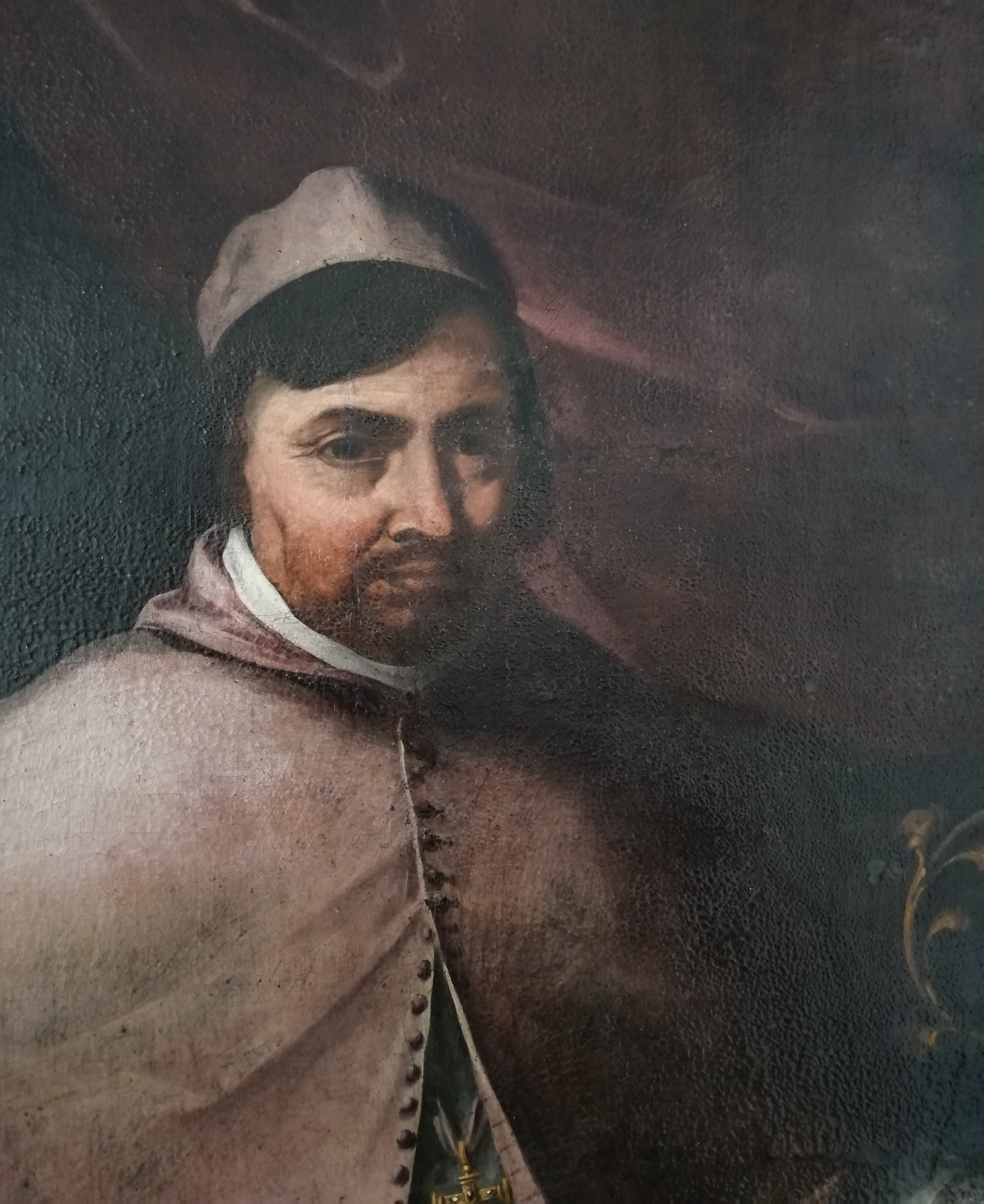
Obispo Juan Gómez de Frías, temple sobre lienzo, Ermita municipio de la Provincia de Toledo.

Para el año 1713 la Compañía de Jesús ya habían pagado un indulto de 330 patacones para poder acceder sobre las tierras y la iglesia. Pues en dicho poblado además de la mano de obra indígena también se contaba con espacios para el ganado y la fabricación de teja y ladrillo. 
Cabe anotar que la comunidad religiosa de los Dominicos u Orden de los predicadores guarda mucha relación con la devoción a Jesús Nazareno pues a lo largo del Virreinato del Perú y el Virreinato de Nueva Granada donde hicieron presencia, quedaron imágenes de esta advocación cristológica. Pese a esto la devoción también se extendió en otros poblados donde otras comunidades religiosas realizaron su labor doctrinera.

### Edificación del primer templo
Con la muerte de Dionisia Pérez Manrique marquesa de San Miguel de la Vega, estos terrenos fueron heredados a los indios de Puelenje y al Colegio de la Compañía de Jesús de Popayán a quienes la marquesa pidió hacer valer y respetar los derechos a los indios sobre las tierras. Todo esto se da después de que Cristóbal Enrique de Mañosca, quien ocupaba el cargo de la Protectoria de indios de la gobernación de Popayán iniciara un pleito judicial en 1741.

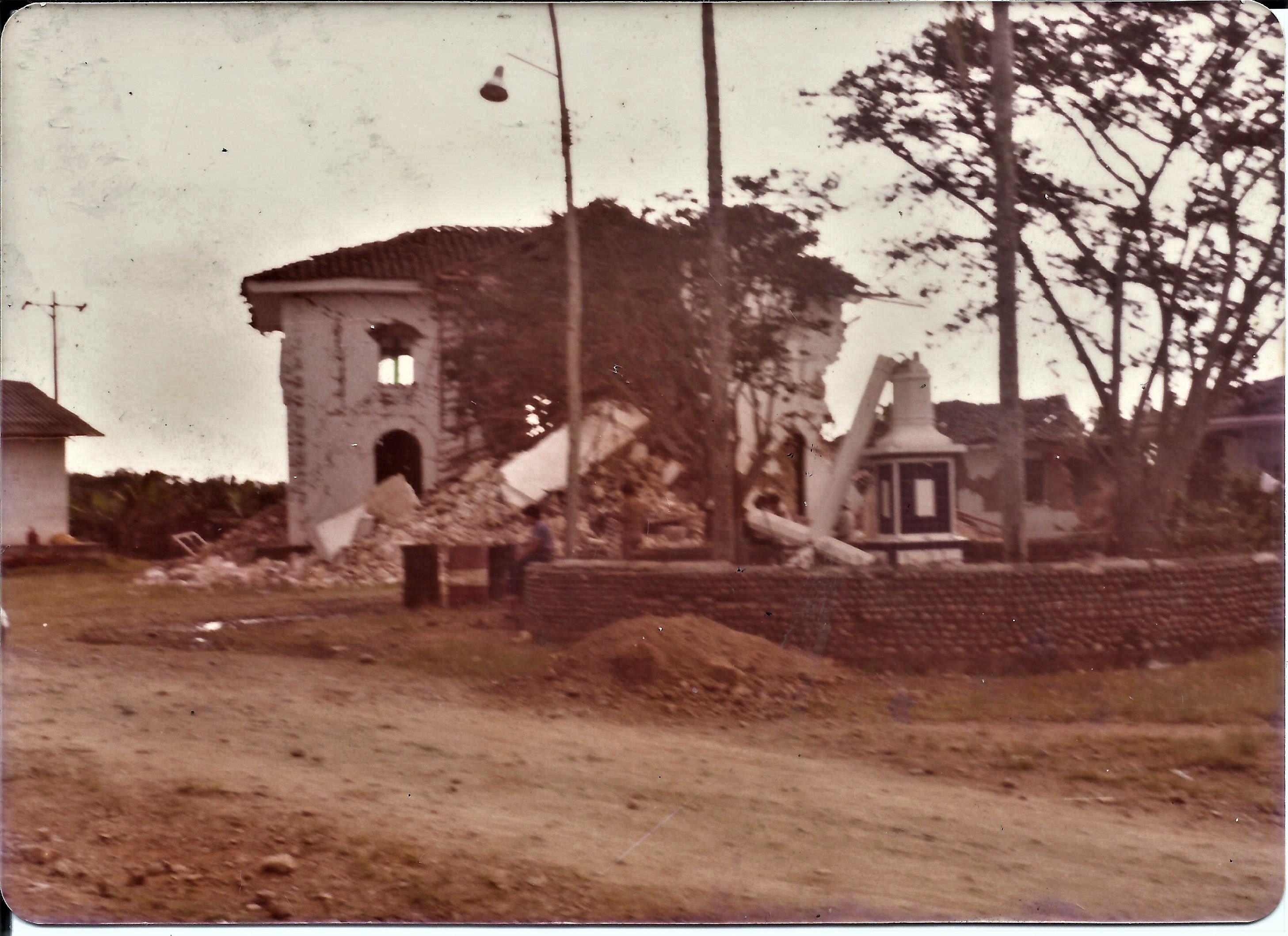
Templo colonial de Puelenje, después del terremoto de 1983 que afecto a Popayán.

Con esto, el 10 de marzo de 1745 el gobernador de Popayán, José Francisco Carreño ordenó al teniente José de Mosquera Figueroa la fundación oficial del pueblo de San Juan de Puelenje y con ello la edificación de una nueva iglesia donde se encontraba la anterior, bajo la advocación de San Juan Bautista. El templo fue obra del padre Lucas Bruno de Sata, rector del colegio de la Compañía de Jesús quien decidió hacerla con una medida de 16 varas de largo. Las campanas las mando a traer desde Quito, Don Juan Alonso de Velasco.

### Cambio de las imágenes
Por disposición eclesiástica del obispo de Popayán Carlos Bermúdez y Pinzón en el año 1886 se ordena que las imágenes de El Tambo y Puelenje sean cambiadas, hecho que causa inconformidad social entre los habitantes del El Tambo.
Aunque la historia que conservan los habitantes de El Tambo es que, al cumplir la orden eclesiástica de la Diócesis, los cargueros tomaron la imagen y en un sitio conocido como “Chorritos” acuerdan descansar y cuando intentan reanudar su recorrido la imagen se hace muy pesada por lo que deciden devolverla a la iglesia de El Tambo. En este momento la imagen se hace más liviana hecho que atribuyeron como un milagro. Convenciéndose de que la imagen nunca se cambió.

### Edificación segundo templo

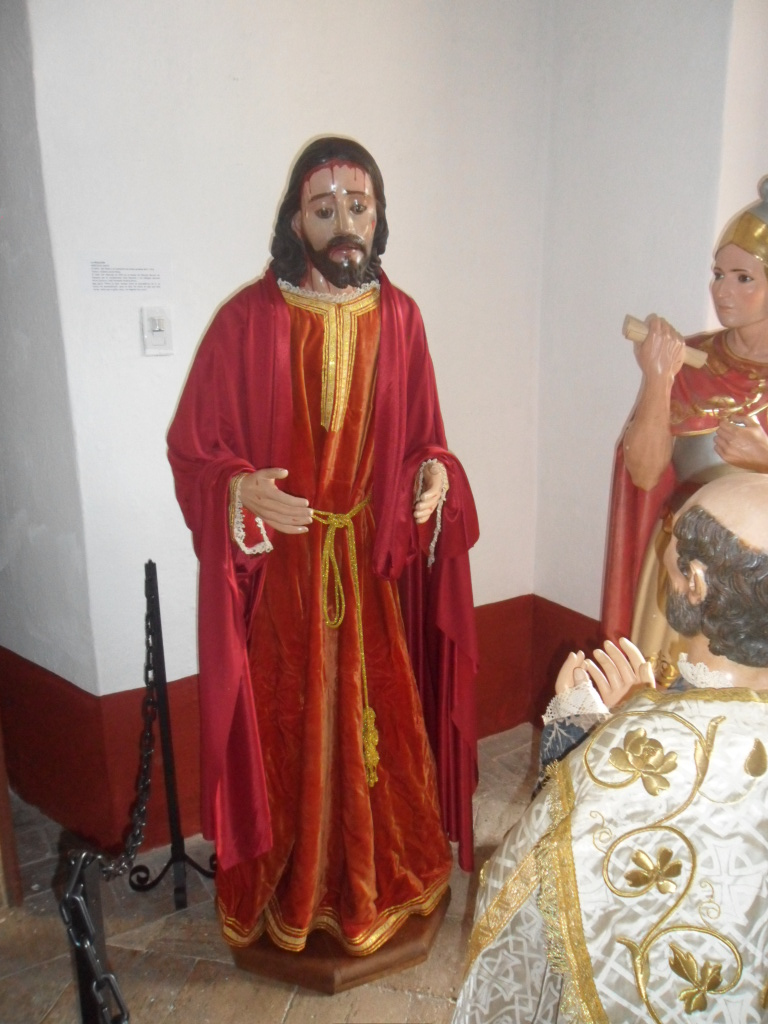
II EXPOSICIÓN DE PARAMENTOS Y ARTE PROCESIONAL

Hasta finales del siglo XIX la iglesia de Puelenje conserva el nombre de San Juan Bautista después es cambiado por el de Amo Jesús.
Con el terremoto de Popayán de 1983 es averiada la iglesia y el camarín donde se encontraba la imagen, cayendo está hacia tras de la iglesia sin sufrir daño alguno.
Por orden del gobierno local y departamental, además de la aprobación del arzobispo de Popayán Samuel Silverio Buitrago Trujillo es demolida por completo la iglesia averiada y se construye la actual con la presencia de los Redentoristas y luego de los padres Vicentinos.

### Creación de la Junta de Cargueros
La festividad religiosa que ya se había establecido el último domingo del mes de agosto en Puelenje y en El Tambo (Cauca). Contó desde el 1998 con una Junta laica bajo la aprobación del sacerdote Nectario Rivera, que quedó encargada del mantenimiento, embellecimiento y sostenimiento económico y cultural de esta tradición religiosa que se autodenominó en ese momento como: Junta de cargueros Amo Jesús de Puelenje.

## Características

### Imagen
La imagen es una talla completa hecha para vestir, sus manos, piernas, cabeza, cuello, y parte del pecho son policromados. Está hecha en madera y su forma articulada le permite ponerla en cualquier posición es decir de pie o sentado. Se estima que la escultura es del siglo XVII pues presenta irregularidades en la simetría bilateral y en la simetría facial lo que sustenta su antigüedad y su posible elaboración por artistas que desconocían la anatomía humana en las nacientes escuelas de arte de Quito (Ecuador) o Cuzco (Perú).
Sobre su cabeza reposa una corona de espinas entretejida y tres coronas o potencias en plata, con piedras incrustadas. En su mano derecha lleva una caña elaborada en bronce.
La Túnicas que utiliza la imagen son hechas con finas telas de Terciopelo y bordados dorados en diferentes estilos, de color púrpura, granate, cardenal, rufo entre otros similares. Aunque en los últimos años desfila en la procesión del miércoles santo con túnica de color blanco o Marfil grabada y con un paño de color Granate atravesado en el pecho de derecha a izquierda.
Su elaboración es relacionada con el círculo artístico del Padre Carlos y José Olmos (Pampite) artistas de la escuela quiteña a quienes se les atribuye obras del mismo estilo en las entonces gobernaciones de Quito y Popayán. Cuyas características fisionómicas, estéticas e iconográficas son muy relacionadas con una devoción cristológica ampliamente difundida por la Iglesia Católica denominada como Jesús Nazareno en los entonces territorios del Virreinato del Perú, Gobernación de Quito y la zona centro sur de la Gobernación de Popayán durante el siglo XVII. 
Devoción es impulsada principalmente para catequizar y apoyar la doctrina en las comunidades indígenas que tenían relación o descendencia con los Incas. Razón por la cual este tipo de imágenes están en posición sedente sobre trono, vestidos con finas túnicas, potencias de oro o plata. Simulando a un rey o un "amo".

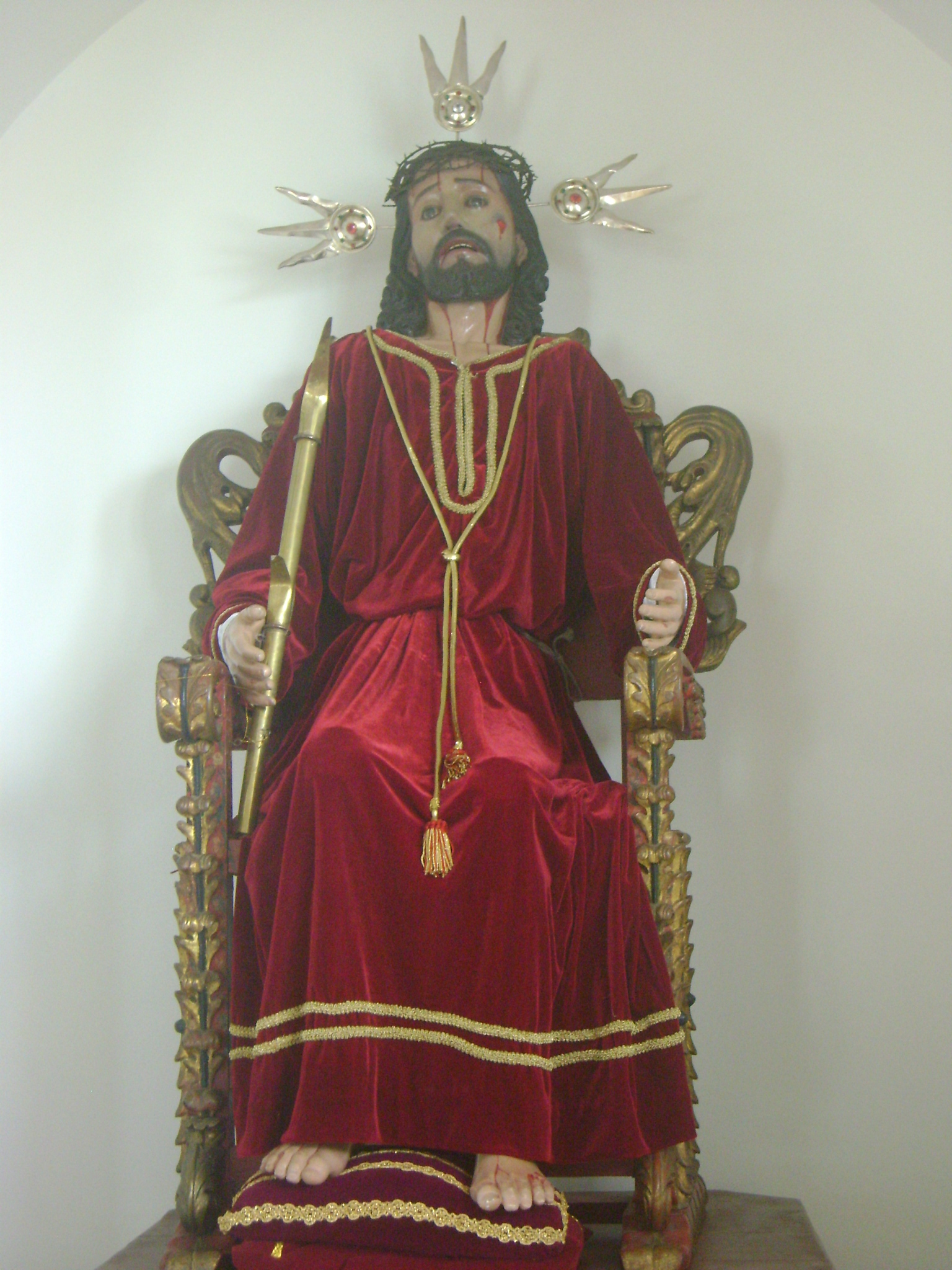
vestido de vinotinto
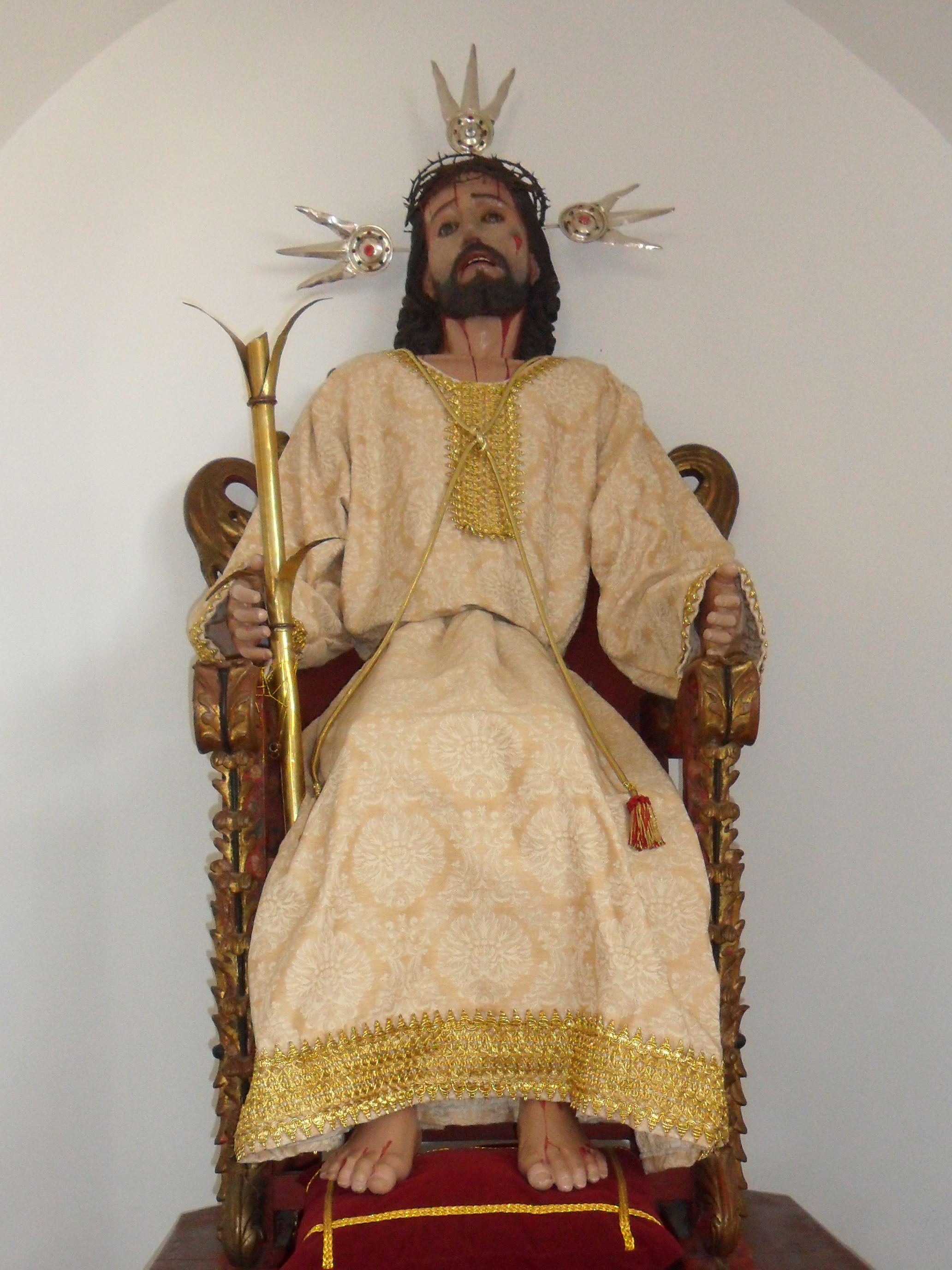
vestido de blanco

### Trono
La imagen reposa sobre un trono en madera tallada, el cual está decorado en laminilla de oro y pinturas alusivas a las flores de la región. Su fabricación fue en siglo XVII.
Dicho trono está ubicado sobre un pedestal de forma piramidal con tallas alusivas a las devociones de la Iglesia católica.
Tanto la policromía como la talla del trono es atribuida al payánes Sebastián de Usiña o a los mismos artesanos (posiblemente indígenas) que elaboraron y decoraron los altares de la iglesia de La Encarnación y El Carmen de la ciudad de Popayán, que datan del siglo XVIII. Esto debido a la similitud en las formas, la pintura y los estilos.

### Palio
Denominado como sitial o palio, está elaborado en terciopelo con bordados en hilo de metal realizados a mano por las Hermanas del Buen Pastor a comienzos del siglo XX. Los cayos o lados del sitial rematan con canutillo de oro una especie de fleco metálico. Todas estas piezas fueron traídas de España y fueron confeccionadas en Popayán.
En el techo o cielo el palio posee una cruz bordada con hilo de oro sobre tisú de plata, estilo matizado de finales del siglo XVIII procedente de Francia, la cual posee el monograma IHS en el centro.
El paso lleva Palio o sitial por ser llevar una imagen de Jesucristo, como símbolo de realeza.

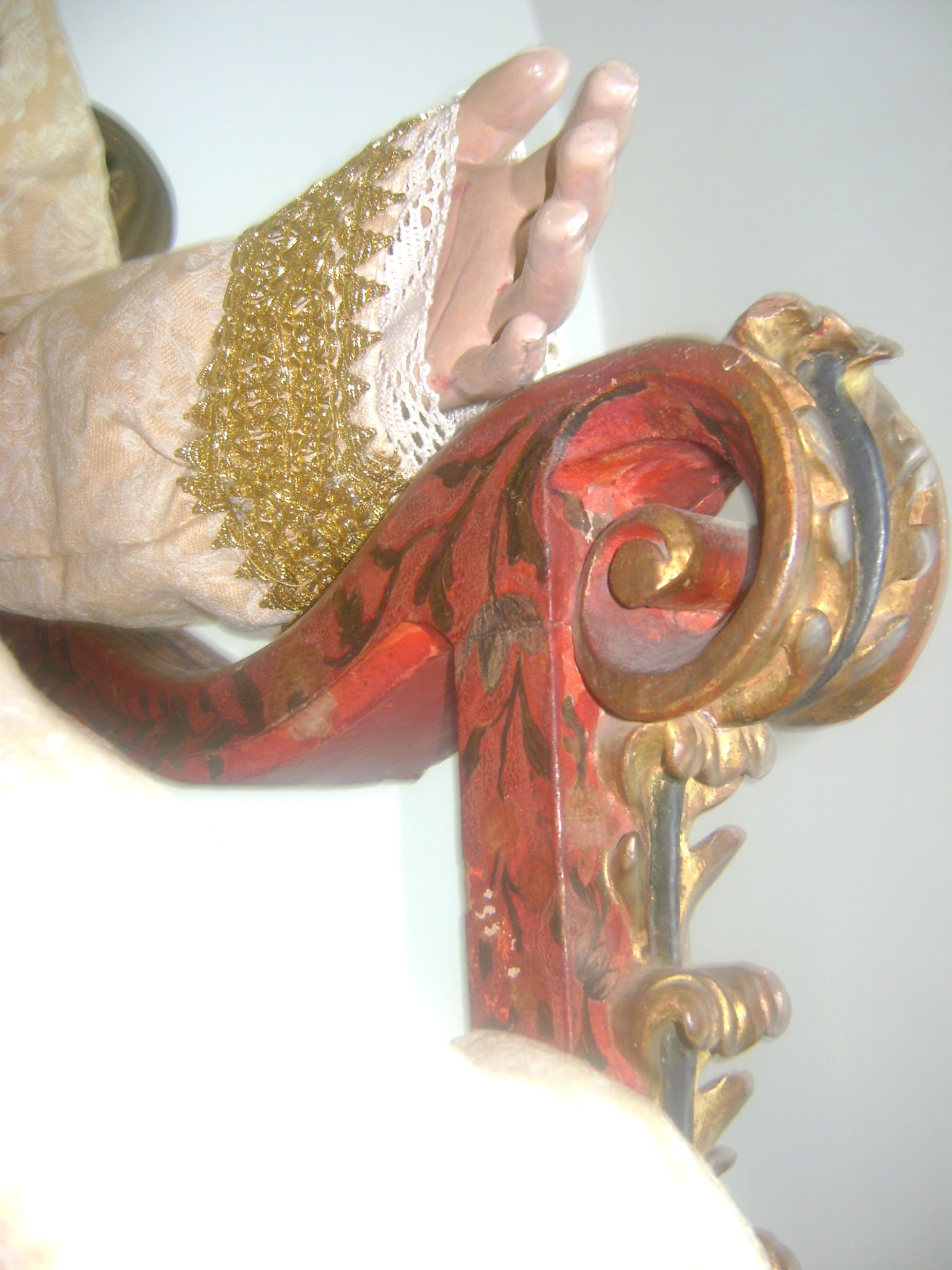
Policromía de la silla del Amo Jesús
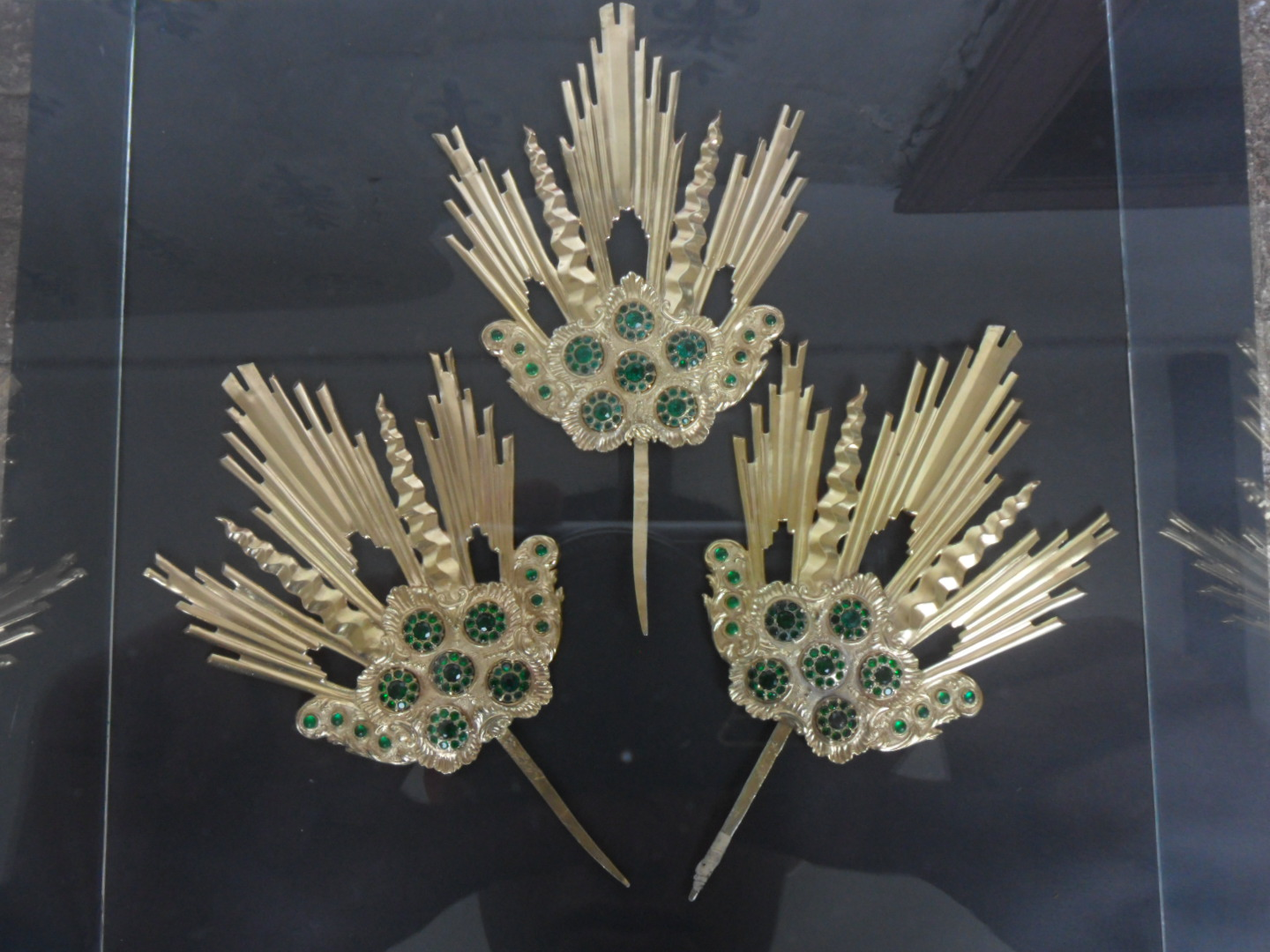
Potencias en oro
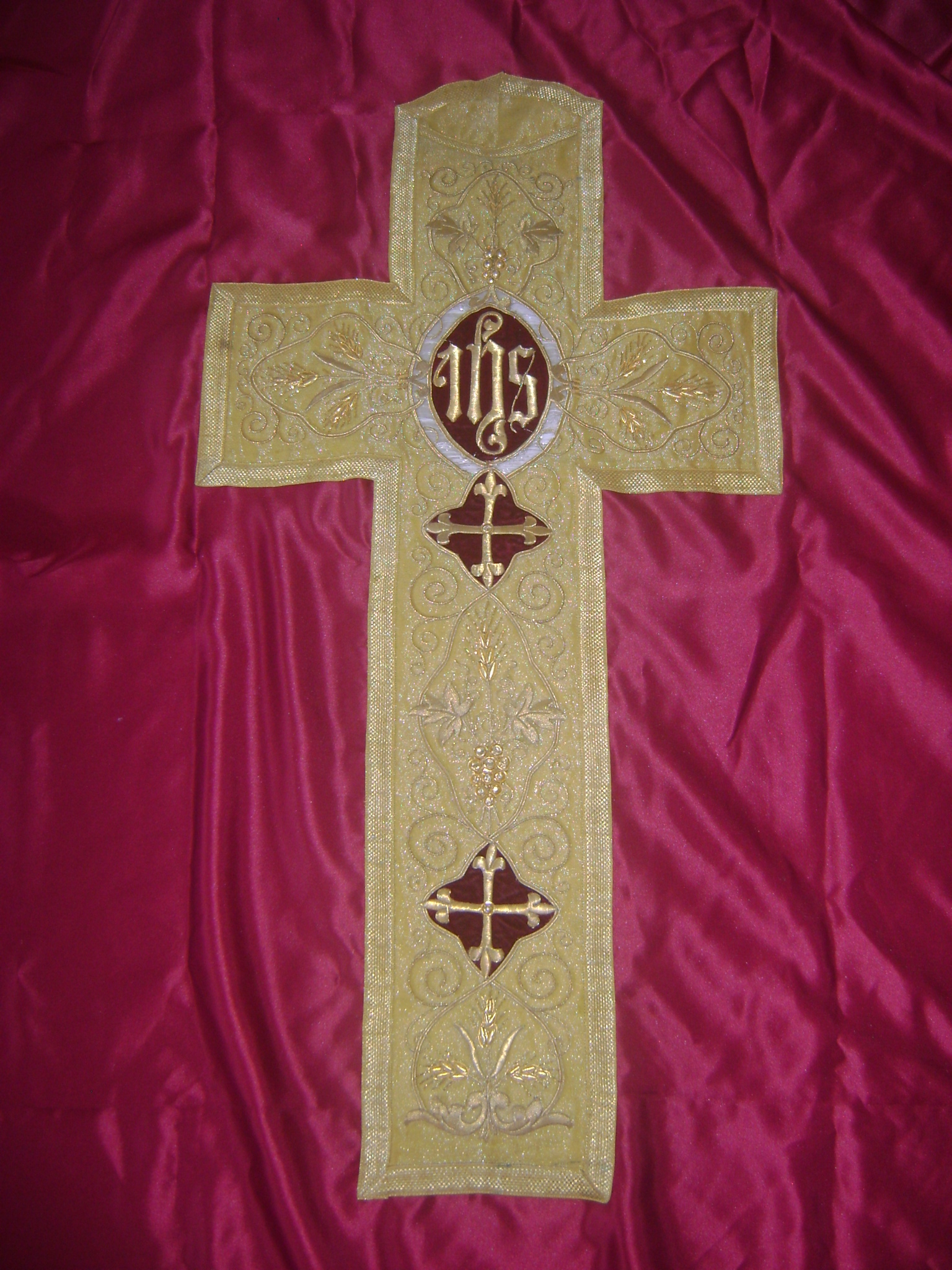
Cielo del palio

## Restauración
La imagen fue sometida a un proceso de restauración, ya que con el paso de los años no se había sometido a manos expertas de un conservador y/o restaurador que mantuviese la imagen en buen estado.
El proyecto fue aprobado por el ministerio de cultura el cual busca la recuperación y continuidad de las festividades tradicionales en Colombia. Dicho proyecto estuvo encabezado por la restauradora María Patricia Caicedo Zapata, quien realizó la restauración en los talleres de la Junta Permanente Pro Semana Santa de Popayán.
Para esta restauración se hicieron estudios iconográficos, fotográficos, estéticos, y radiográficos que lograron determinar con exactitud cuáles eran las zonas de la imagen a recuperar con mayor necesidad, pues la imagen había perdido algunas partes deteriorándose su aspecto.
A partir de la restauración de la imagen, la Junta Amo Jesús de Puelenje reconstruyó el altar mayor para su conservación.

## Festividad
La festividad del Amo Jesús de Puelenje, tiene una duración de 16 días, donde se realizan eucaristías, procesiones, quema de pólvora, castillos y juegos pirotécnicos además de algunos actos culturales como muestras de danzas, presentaciones musicales, entre otros. Asisten a ella personas de las comunas 7, 8 y 9, así como habitantes de la zona rural de Popayán y colonias de municipios vecinos.
Procesiones
Se realizan cuatro desfiles, dos de ellos con un recorrido de 5 km aproximadamente desde templo a templo.
- Procesión de Rogativa hacia Torres: es la primera procesión, en calendario corresponde a 15 días antes del sábado de la fiesta patronal es decir el primer día del quincenario, inicia a las 15:00 horas en Puelenje y se dirige hacia la Capilla de N.S de Fátima de Torres donde concluye, haciendo una estación para celebrar la santa misa en la sede del Colegio República Suiza - "puerta chiquita" de la vereda la Playa.

- Procesión de Rogativa Hacia Puelenje: la segunda procesión es 9 días antes del sábado de la fiesta patronal, inicia en la Capilla de N.S de Fátima de Torres y se dirige hacia la Parroquia de Puelenje donde concluye, haciendo una estación para celebrar la eucaristía en la sede del Colegio República Suiza - "Alto Puelenje".

- Procesión de las Mujeres: se realizada en la noche de las vísperas de la fiesta patronal último día del quincenario, la imagen es cargada por mujeres en las calles de Puelenje que además se iluminan con velas y antorchas. Porta el estandarte los caballeros de la Junta.

- Procesión de Fiesta: levada a cabo en el día de la fiesta patronal, es decir el último domingo del mes de agosto. Posterior a la misa solemne presidida la mayoría de veces por el arzobispo de Popayán. Esta procesión parte y termina desde la parroquia acompañada por grupos de chirimía, la cruz procesional y el sacerdote encargado, sahumadoras, banda de guerra, alumbrantes. Porta el estandarte las damas de la Junta.

## Semana Santa
El Amo Jesús desde siempre ha cumplido un rol protagónico en las centenarias celebraciones de Semana Santa desde el inicio. Desde el año 2009 la imagen del Amo Jesús de Puelenje empezó desfilar en la procesión del Amo Jesús del miércoles Santo Por esto la imagen del Cristo se añadió al inventario de imágenes y andas de la procesiones de Semana Santa en Popayán.
En el año 2012 la imagen fue expuesta en la II EXPOSICIÓN DE PARAMENTOS Y ARTE PROCESIONAL, exposición que se realiza cada año el miércoles de ceniza en la sede de la Junta Permanente Pro Semana Santa de Popayán, como preámbulo de Semana Santa.
El Amo Jesús de Puelenje sale en una sola procesión de entre todos los días santos:
- El Miércoles Santo: Durante esta la Procesión del Amo Jesús,[43] con sede en la Ermita de Jesús Nazareno, en este desfile sale en el paso de La Negación, junto a las imágenes de San Pedro y un centurión que son de origen quiteño y del siglo XVIII.[6] Situándose entre los pasos de El prendimiento por enfrente y Los azotes por detrás.

## Rogativa por la Paz del Cauca
La Rogativa por la Paz del Cauca tuvo lugar durante la Solemnidad de Jesucristo, Rey del Universo del 24 al 26 de noviembre de 2023 en el Centro Histórico de Popayán, capital del Cauca, Colombia, con motivo de implorar por el cese de hostilidades y de violencia a lo largo de todo el departamento, además de contribuir a la Paz en todo el país.
Este acontecimiento tuvo un carácter único y nunca antes visto en la historia payanesa, con la finalidad de reunir en torno a la devoción solemne a Jesucristo en sus advocaciones de Amo Jesús de Puelenje (Por ser el santo patrono de uno de los corregimientos de la ciudad) y Santo Ecce Homo que es especialmente extendida en el departamento, cuyos fieles siempre han tenido un especial cariño y fe a Jesús como Salvador y Rey del Universo.

### Exposición del Amo Jesús de Puelenje

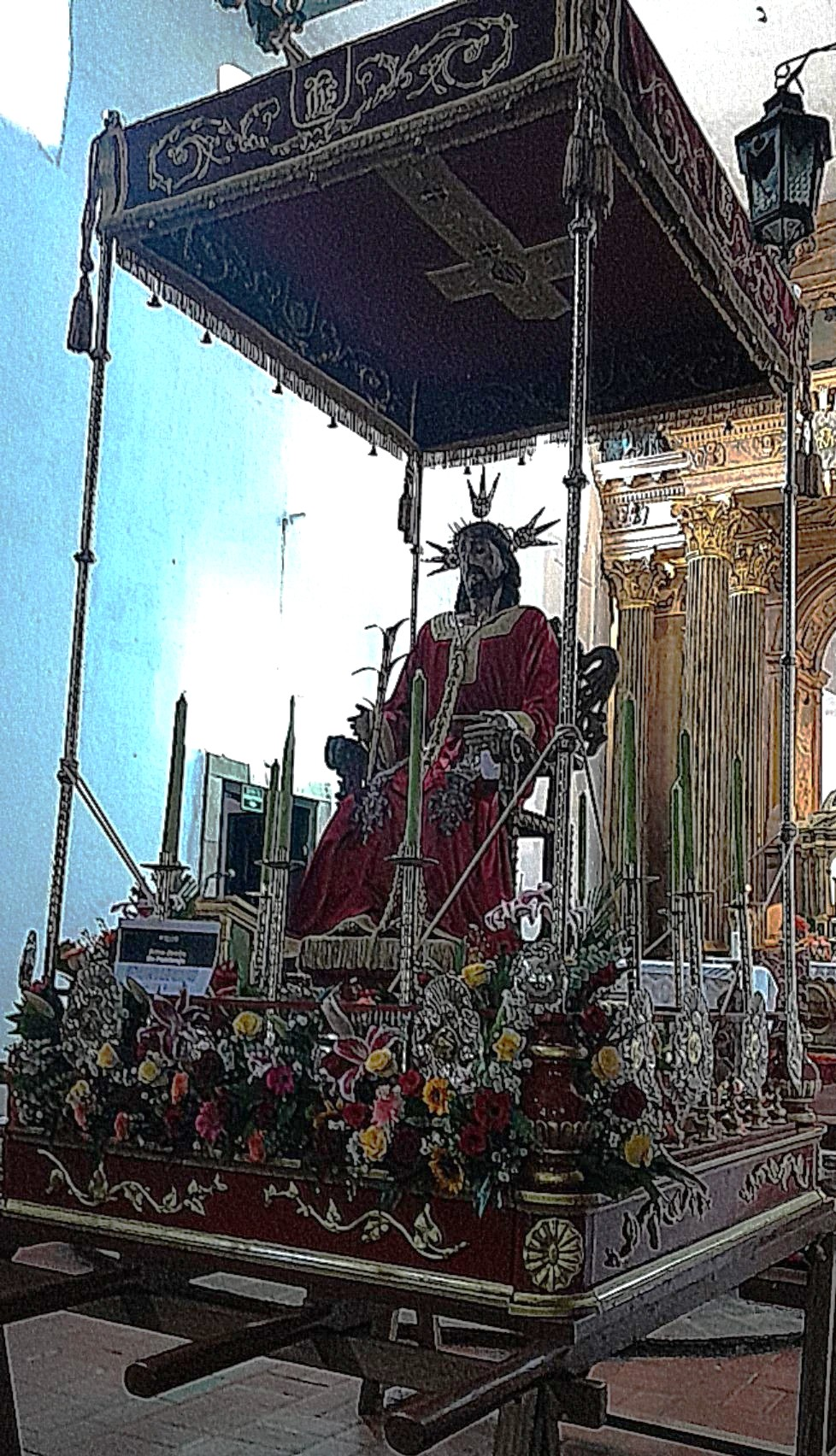
Amo Jesús de Puelenje durante su exposición el 25 de noviembre en la Iglesia de Santo Domingo

Se realizó el día sábado 25 de noviembre 9:00 a. m. hasta las 6:00 p. m. El paso de El Amo Jesús de Puelenje fue expuesto para veneración pública dentro de uno de los templos más importantes de la ciudad, en la Iglesia de Santo Domingo.

### Eucaristía por la Reconciliación y la Paz del Cauca
Tuvo lugar en la Catedral Basílica de Nuestra Señora de la Asunción a las 9:00 a. m., siendo presidida por el arzobispo de Popayán, Omar Alberto Sánchez Cubillos en concelebración con todos los sacerdotes de las parroquias e iglesias de los lugares de donde provienen todas las advocaciones de Cristo presentes en el Parque Caldas, trasladadas ahí desde las 8 a. m. para la eucaristía.
Teniendo como una de sus imágenes principales al Amo Jesús de Puelenje que se ubicó en la explanada del templo catedralicio.

### Gran Procesión por la Paz del Cauca
El paso de El Amo Jesús de Puelenje se ubicó en octava posición, situándose entre los pasos de El Santo Ecce Homo de Cajete por enfrente y El Santo Ecce Homo de Julumito por detrás, estando también presidido hacia delante por el Cura Párroco del Corregimiento de San Juan de Puelenje y el Estandarte de la Fundación Junta Amo Jesús de Puelenje, portado por sus miembros y síndicos.

## Fundación Junta Amo Jesús de Puelenje
La Fundación Junta Amo Jesús de Puelenje, se creó con el fin de salvaguardar la tradición e impulsar la devoción hacia la imagen. Es una organización sin ánimo de lucro y constituida legalmente desde el año 2020, aunque fundada de facto en 1998 por los habitantes de Puelenje, quienes ya desde el siglo XVIII organizaban la festividad.
Es una organización autónoma y económicamente autosostenible, recibe algunos donativos de entidades públicas y privadas. A su vez la Junta Permanente Pro Semana Santa de Popayán la apoya en algunos temas de conservación y restauración.
Inicialmente se autodenominó Junta de cargueros del Amo Jesús de Puelenje, pero debido a la participación de mujeres quienes colaboran en la planificación y elaboración de la fiesta, se decidió cambiar su nombre a Fundación Junta Amo Jesús de Puelenje.
La mayoría de sus miembros están involucrados en la junta por herencia familiar de padres a hijos, contando al menos cinco generaciones. Aunque existen miembros que se han ido incorporando con el paso de los años de manera autónoma sin lazos de familia.
Actualmente la Junta está organizada por una estructura jerárquica y organizativa, cuya cabeza principal es el cura párroco de Puelenje quien figura como miembro honorario, le sigue el presidente, vicepresidente, fiscal, tesorero, secretario, síndico y los vocales.

## La devoción a Jesús Nazareno
Esta devoción representa a Jesús de Nazaret que reina para ejercer su misericordia sobre sus devotos, manteniendo los signos de su pasión. Razón por la cual se ha relacionado con el pasaje bíblico del evangelio de Juan (19:5) cuando Jesucristo es presentado por Poncio Pilatos al pueblo con las palabras "este es el hombre" traducidas al latín como Ecce Homo. 
La devoción cristológica de Jesús Nazareno fue ampliamente difundida por la Iglesia Católica, especialmente por las comunidades misioneras en los entonces territorios del Virreinato del Perú, Gobernación de Quito y la zona centro sur de la Gobernación de Popayán durante el siglo XVII para catequizar y apoyar la doctrina en las comunidades indígenas que tenían relación o descendencia con los Incas. Razón por la cual este tipo de imágenes están en posición sedente sobre trono, vestidos con finas túnicas, potencias de oro o plata.